# Ophiocordyceps
Ophiocordyceps Petch (maczużniczek) – rodzaj grzybów z rodziny Ophiocordycipitaceae. Należy do niego około 140 gatunków grzybów entomopatogenicznych będących pasożytami owadów.

## Systematyka i nazewnictwo
Polską nazwę zarekomendowała Komisja ds. Polskiego Nazewnictwa Grzybów Polskiego Towarzystwa Mykologicznego w 2021.
Pozycja w klasyfikacji według Index FungorumOphiocordycipitaceae, Hypocreales, Hypocreomycetidae, Sordariomycetes, Pezizomycotina, Ascomycota, Fungi.
Synonimy
- Cordycepioideus Stifler 1941
- Paraisaria Samson & B.L. Brady 1983
- Syngliocladium Petch 1932[4]

Niektóre gatunki
- Ophiocordyceps clavulata (Schwein.) Petch 1933
- Ophiocordyceps ditmarii (Quél.) G.H. Sung, J.M. Sung, Hywel-Jones & Spatafora 2007
- Ophiocordyceps entomorrhiza (Dicks.) G.H. Sung, J.M. Sung, Hywel-Jones & Spatafora 2007
- Ophiocordyceps forquignonii (Quél.) G.H. Sung, J.M. Sung, Hywel-Jones & Spatafora 2007
- Ophiocordyceps myrmecophila (Ces.) G.H. Sung, J.M. Sung, Hywel-Jones & Spatafora 2007
- Ophiocordyceps sinensis (Berk.) G.H. Sung, J.M. Sung, Hywel-Jones & Spatafora 2007 – maczużnik chiński
- Ophiocordyceps sphecocephala (Klotzsch ex Berk.) G.H. Sung, J.M. Sung, Hywel-Jones & Spatafora 2007 – maczużnik osi
- Cordyceps stylophora Berk. & Broome 1857
- Ophiocordyceps unilateralis (Tul. & C. Tul.) Petch 1931

Nazwy naukowe według Index Fungorum, wykaz gatunków na podstawie internetowego zestawienia.